# Петропавловский собор (Казань)
 Петропа́вловский собо́р — православный храм в Казани. Один из самых ярких образцов стиля петровской эпохи, для казанского зодчества — исключительный.
Посетителями Петропавловского собора были все российские императоры, начиная с Екатерины II (кроме Николая II), и почти все известные люди, независимо от вероисповедания, посещавшие Казань, — описания собора приведены в сочинениях Александра Гумбольдта и Александра Дюма, здесь был Александр Сергеевич Пушкин, в хоре собора пел Федор Иванович Шаляпин.
Улица, на которой расположен храм, ранее назывались в честь собора Петропавловской (в 1956 году переименована в улицу Мусы Джалиля).

## История

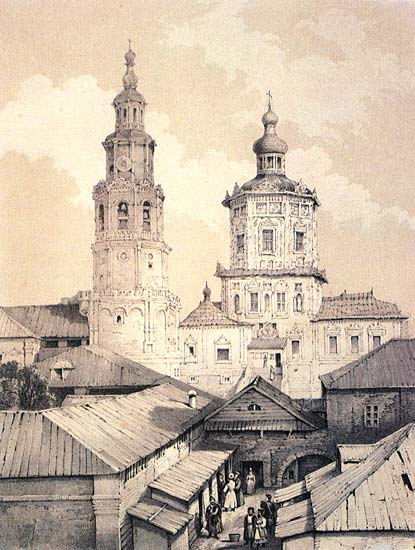
Собор на литографии Эдварда Турнерелли, 1837 г.

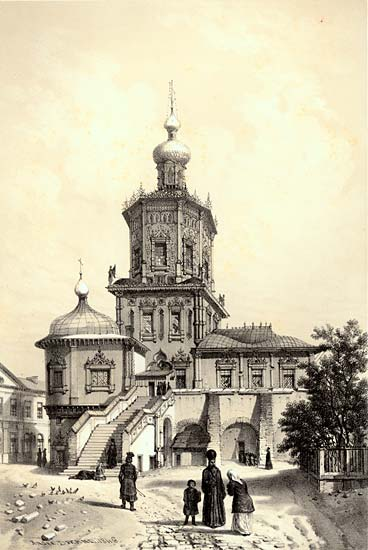
Собор на литографии Андре Дюрана, 1839 г.

Одноимённая деревянная церковь стояла на этом месте с 1565 года. История нового собора связана с именем Петра I. 27—30 мая 1722 года, направляясь в персидский поход, Пётр I посетил Казань. Это было уже третье посещение города Петром (первое состоялось в 1695 году во время Азовского похода, второе — в 1708 году, когда в Казани было открыто адмиралтейство). Император остановился у известного казанского купца и благотворителя, владельца суконной мануфактуры, Ивана Афанасьевича Михляева, двухэтажный кирпичный дом которого находился рядом с деревянной Петропавловской церковью. 30 мая в Казани Пётр I отпраздновал своё 50-летие. В память об этом событии и в благодарность за доверие государя, отдавшего ему в управление убыточные казённые суконные мануфактуры, Михляев решил воздвигнуть новый великолепный собор во имя святых Петра и Павла в камне, небывалой для Казани и всего Поволжья того времени высоты и роскоши.
4 года местными силами строили церковь, за основу взяли обычный план посадского храма, каких много строили в Казани и по всей России, но не учли, что традиционная схема храма не предполагает огромной высоты, в итоге ночью свод храма обрушился. Узнав об этом, царь прислал строителей из Москвы (предполагают, что вместе с московскими мастерами прибыли и флорентийские зодчие) и уже в 1726 году митрополит Казанский и Свияжский Сильвестр (Холмский) торжественно освятил новый храм (о чём имелась соответствующая надпись на деревянном кресте, хранившемся в ризнице Петропавловского собора до переворота 1917 года).

### Пожары и реставрация собора
Собор сильно повреждался пожарами в 1742, 1749, 1815, 1842 годах, а в 1774 году был разграблен пугачёвцами. Особенно сильно он пострадал после пожара 1815 года, когда выгорели нижний храм и северные пределы на первом и втором этажах, чудом уцелел 25-метровый иконостас главного храма, хотя и с большими утратами.
После пожара 1815 года собор был восстановлен усердием старосты — казанского купца Савелия Степановича Зайцева.
После очередного пожара в 1824 году собору снова потребовалась реставрация, которая была проведена на средства следующего старосты — купца Василия Николаевича Унженина, потомки которого благодетельствовали и поддерживали храм в течение всего XIX столетия.
В 1824—25 годах иконы на железных листах, украшавшие собор снаружи, были возобновлены известным казанским художником «титулярным советником, Василием Степановым, сыном Туриным». Василий Степанович также поновил некоторые иконы в иконостасе и трапезной части храма.

#### Реставрация 1864 года
К 1864 году прихожане собора собрали крупную сумму для реставрации собора. 5000 рублей пожертвовал лично староста Н. Унженин.
В 1864—67 годах резьба иконостаса была полностью, с разборкой иконостаса, отреставрирована арзамасским цеховым, впоследствии казанским купцом второй гильдии М. А. Тюфилиным (стоимость работ составила 11000 рублей серебром). В алтаре мастером Тюфилиным были воссозданы престол, жертвенник и резная золочёная сень, возвышающаяся над престолом на четырёх колоннах. До закрытия храма в 1938 году на подзорах сени были иконы: с востока, со стороны горнего места — святых Василия Великого, Григория Богослова и Иоанна Златоуста, со стороны царских врат — Спасителя, благословляющего хлеб и чашу, с южной стороны — святого Григория Двоеслова, со стороны жертвенника — святого апостола Иакова.
Тюфилин также выполнил резьбу в трапезной части храма над аркой центрального проема и устроил киоты для клиросных икон там же.
Стенные изображения, написанные на железных листах, обрамлённые лепниной, также сильно обветшали от времени и пожаров. В 1865—67 годах на новых двенадцатифунтовых железных листах учеником Московского училища живописи, ваяния и зодчества Николаем Алексеевичем Мегунтовым была выполнена новая живопись, на работы потрачено 1225 рублей.
Мегунтов поновил и локальную окраску стен храма (общей площадью 1524 квадратных аршин, в том числе на паперти и лестнице в количестве 600 квадратных аршин, а всего 2124 квадратных аршин (236 квадратных сажен)), покрыв их клеевой краской: в алтаре голубой, в центральной части храма светло-жёлтой, в трапезной — светло-розовой. Мегунтов также отреставрировал лепные украшения интерьера собора, на эти работы ушло ещё 775 рублей церковных денег.
Все иконы в нижнем ряду иконостаса, кроме храмовой — святых Петра и Павла, были поновлены известным казанским иконописцем, «заштатным мещанином города Арска» Тимофеем Терентьевичем Гагаевым, а в остальных ярусах иконостаса, вследствие утрат, переписаны Гагаевым вновь. На эту работу ушло ещё 3300 рублей приходских денег.
В 1867 году отреставрированный храм был освящен архиепископом Казанским и Свияжским Антонием (Амфитеатровым).
Однако реставрация коснулась только интерьеров, фасады же собора сильно обветшали, покрылись многочисленными трещинами, в особенности северный придел, стены которого треснув «отошли» от основного храма, собор мог превратиться в руины.

#### Реставрация 1889 года

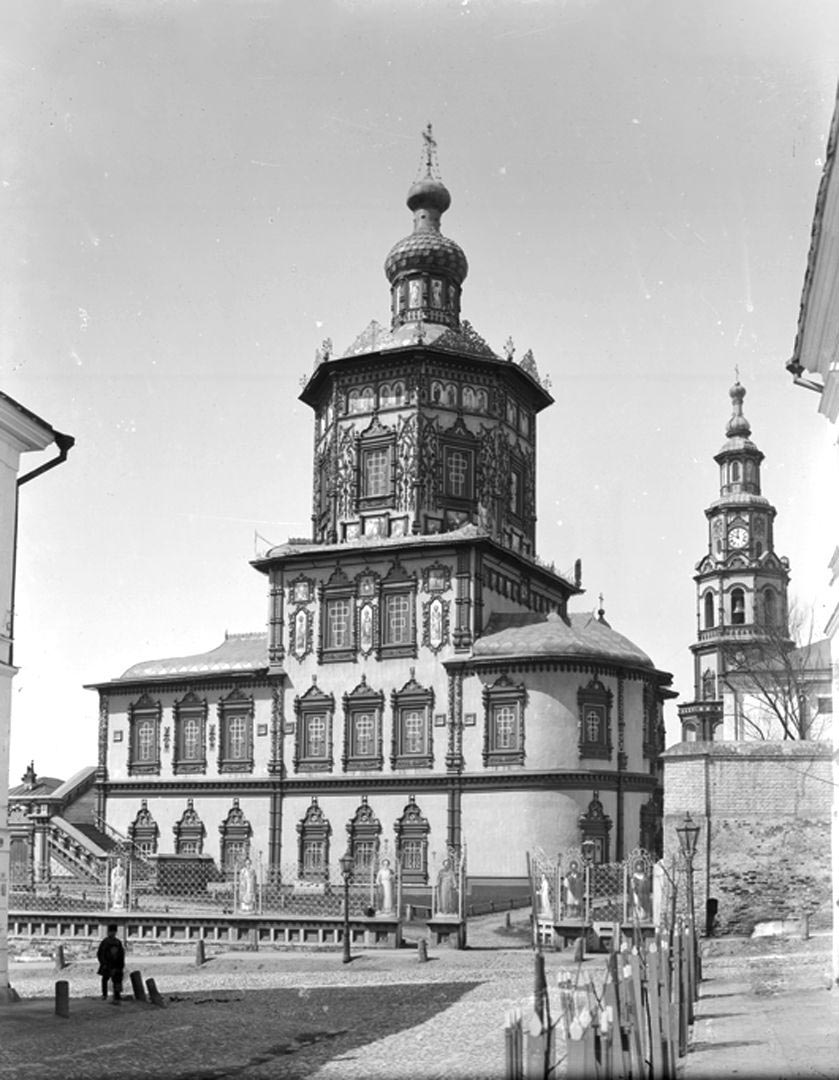
Петропавловский собор до 1917 г.

Протоиерей Гавриил Федорович Мелановский, настоятель Петропавловского собора в то время, во всем себя ограничивал, собирая средства на восстановление фасадов собора. Предчувствуя свою скорую кончину, отец Гавриил пожертвовал на возобновление Петропавловского собора 18 000 рублей личных сбережений. Тогда же староста Унженин планировал начать реставрацию, но смета оказалось огромной, и только собрав дополнительные средства в 1888 году, с благословения архиепископа Казанского и Свияжского Павла (Лебедева), строительный комитет приступил к капитальной реставрации фасадов.
В 1889—1890 годах гражданский архитектор Михаил Николаевич Литвинов (впоследствии смотритель здания Храма Христа Спасителя в Москве) подготовил проект реставрации по чертежам, сделанным ещё в 1815 году казанским губернским архитектором А. К. Шмидтом, автором проекта Спасского храма-памятника на Казанке.
Был полностью разобран и сложен вновь из кирпича, а не как прежде — из камня, двухэтажный северный придел. Возобновлена паперть (открытая галерея) с запада. Главные работы заключались в подведении под стены собора и колокольни нового фундамента. Были исправлены все трещины в стенах с заменой в них ветхих кирпичей на новые.
Была также восстановлена вся лепнина на внешних фасадах и возобновлены все 87 икон на фасаде и 4 на колокольне, которые существовали изначально. Живописец И. Н. Хрусталёв «из 3-го класса Академии художеств» написал иконы на барабане главы купола и в верхнем ряду восьмерика. Остальные иконы на фасадах написал ученик 4-го класса Академии художеств С. А. Киселёв.
В 1890 году были вызолочены кресты и, с разрешения Московского археологического общества, окрашена в два цвета, зелёной и кубовой краской, шахматным образом кровля. Стена с трёх сторон открытой галереи украшена изразцами. Локальный фон фасада собора окрашен золотистой охрой, белокаменные резные украшения и лепнина — целой гаммой цветов и оттенков, в характере которой М. Фехнер усматривает влияние «местного пристрастия к яркому сочетанию цветов».
Под полом первого этажа устроена печь и проложены трубы, обогревавшие и верхний храм. В окна вставили цветные стекла — жёлтые в алтаре и синие в храме, в форме креста.
На колокольне «мастером казанским купцом Петром Ионовым Климовым» устроены новые часы (от старых на тот момент оставался только циферблат), отреставрированы высеченные из белого опочного камня и алебастра украшения.
Под колокольней возобновлена часовня над фамильной усыпальницей храмосоздателя Ивана Афанасьевича Микляева и в ней устроены, как было и прежде, три двери: с востока, запада и севера, над ними — кокошники из кирпича и белого камня. На колокольню был устроен отдельный ход через дверь в самой южной стене. Церковный двор вымостили булыжником, на улице устроили кованую ограду с иконами.

### Собор после 1917 года
В конце 1930 года настоятель Петропавловского собора протоиерей Андрей Боголюбов был арестован за «антисоветскую деятельность», которая заключалась в обращении за финансовой помощью в 1928 году к бывшему старосте Петропавловского собора, потомственному почётному гражданину Казани Петру Васильевичу Унженину, эмигрировавшему после большевистского переворота в Китай. За помощь, которую из Харбина община получила в 1928 году, 67-летнего священника, происходившего из крестьянской семьи, коммунисты отправили в концлагеря.
С 1931 года началась кампания по закрытию храма. В 1931 году на собрании группкома политпросвета выступала товарищ Шисранова, которая, ввиду острой необходимости в жилплощади вообще и под культучреждения в частности, потребовала передать собор «под клуб, читальню или библиотеку», для чего была направлена резолюция в облсовет СВБ. Уже на следующий день СВБ направило тов. Корнилова с антирелигиозной лекцией на тему «О религии и культурной революции» на макаронную фабрику, ТатСтройобъединение и кондитерскую фабрику, а в последующие дни ещё ряд организаций, агитируя за «освобождение от поповских пут той массы населения, которая ещё не осознала вреда и лжи религии». Все отчеты с подобных мероприятий собирались, с тем, чтобы иметь полный пакет документов для закрытия храма.
Тем временем в Казани новая власть последовательно закрывала церкви, и Петропавловская община принимала к себе верующих из закрытых храмов: Казанско-Богородицкого монастыря, Грузинской церкви, Феодоровского монастыря. Из закрытых храмов в собор приносили иконы, утварь, хоругви, в том числе раку с частью мощей казанского святителя Варсонофия.
В 1938 году в Казани прошли массовые аресты священников, в том числе арестовали клириков Пертропавловсого собора протоиерея Василия Петровича Ивановского, служившего в РПЦ с 1908 г. и диакона Ивана Федоровича Гаврилова. Вскоре Великим постом (11.03.38 г.) в комиссию по вопросам культов при ТатЦИКе обратился 63-летний протоиерей собора Михаил Федорович Зосимовский с просьбой к ответственному секретарю культкомиссии Мустафину «прошу культкомиссию снять меня с регистрации штатного служителя культа» ввиду «моей тяжелой болезни».
В том же году КГС под грифом секретно издал постановление: «передать здание Центральному музею ТАССР под антирелигиозный музей (первый этаж) и лекторий с установкой маятника Фуко (второй этаж). Общину перевести в пустующее здание Кладбищенской церкви.<…> Настоящее постановление внести на утверждение Президиума ВС ТатАССР».
В 1939 году собор закрыли, маятник Фуко так и не установили, в храме разместили Партархив. Усыпальница храмоздателя собора купца Микляева была разграблена.
В 1964 году в нижнем Сретенском храме Петропавловского собора открыли планетарий, для чего варварски срезали связи, укреплявшие свод.
В 1967 году в верхнем храме разместили реставрационные мастерские Госмузея ТАССР. В верхнем храме перед иконостасом расположили биллиард, в алтаре — т. н. «красный уголок» и конференц-зал.

### Возрождение собора
В конце 1980-х годов совместными усилиями епархии и казанской интеллигенции удалось добиться возвращения собора Церкви. Особую роль в кампании по возвращению храма сыграл главный редактор самой влиятельной на тот момент городской газеты «Вечерняя Казань» Андрей Петрович Гаврилов.
25 июля 1989 года храм был освящён епископом Казанским и Марийским Анаста́сием. Церковь получила собор в руинированном состоянии, местами была сорвана кровля, выпадала кирпичная кладка. В первую очередь была отреставрирована резьба нижнего яруса иконостаса, воссозданы царские врата, исправлена кровля и устранены разрушения фасада.

## Архитектурный ансамбль

### Собор
Первоначально главный подход к собору был со стороны Спасской башни и гостиного двора, и именно северная сторона была спланирована архитекторами как главный фасад храма: с севера на второй этаж, в главный храм святых Петра и Павла, ведет прямая парадная лестница (разрушена пожаром 1815 года, восстановлена в 1888-90 годы). Слева от лестницы находится придел во имя Неопалимой Купины (до 1848 во имя Рождества святого Иоанна Предтечи) на первом этаже и «Живоносного Источника» на втором, дополняющий и подчеркивающий высоту основного объёма храма, ступенями изукрашенного лепниной четверика, восьмерика, и двух глав, устремлённых ввысь. Над карнизом восьмерика вместо типичных для барокко каменных наверший -- лёгкие узорчатые кованые решетки. С севера и запада собор огибает открытая галерея, которая, поворачивая, спускается на южную сторону, к нижнему храму во имя Сретения Господня. На уровне галереи многоцветные каменные растительные орнаменты дополнены аршинными расписными изразцами. Со временем подход к храму с северной стороны был застроен домами, и теперь главный вход в собор находится с юга.

### Колокольня

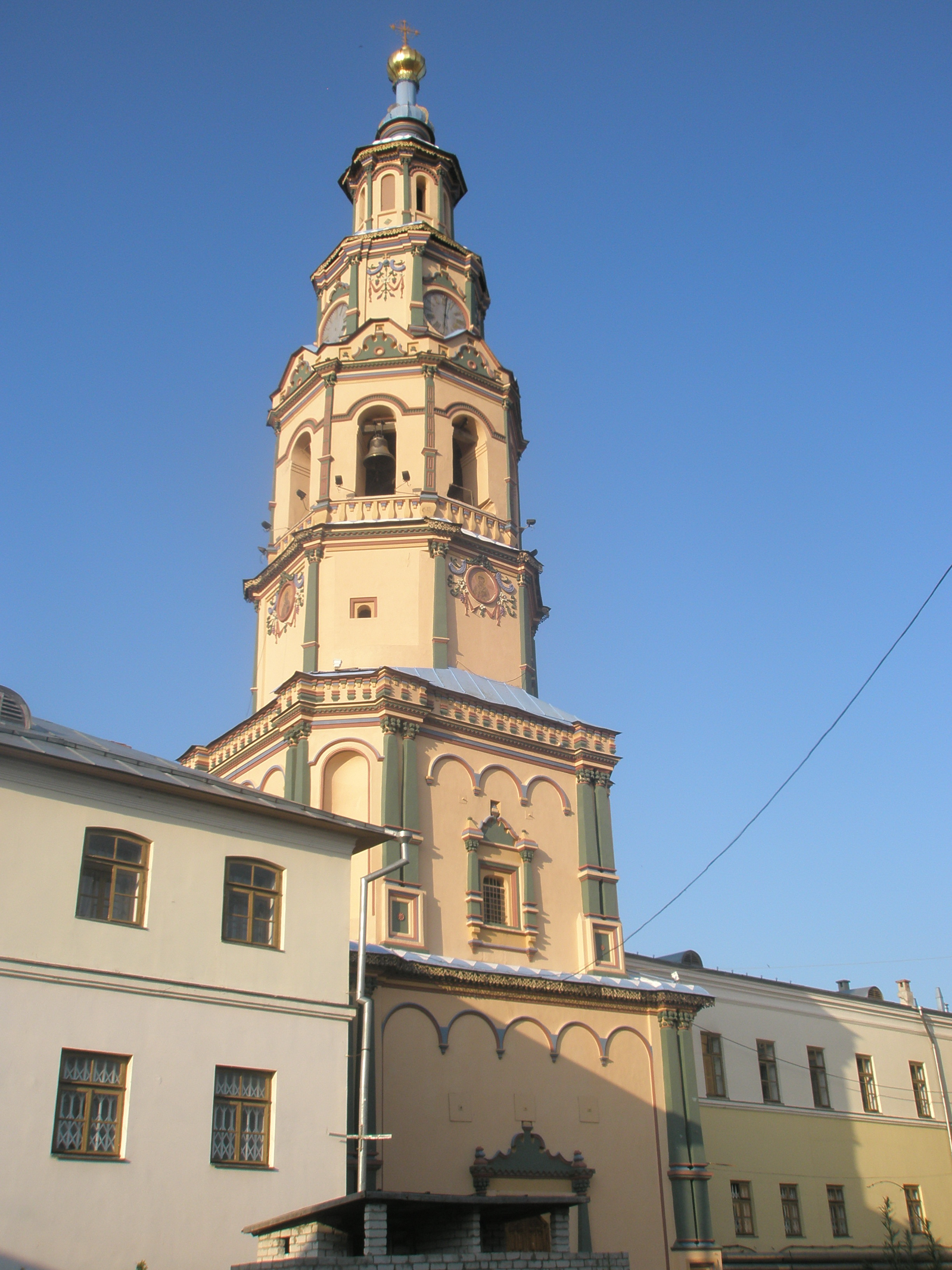
Колокольня Собора Петра и Павла

Вскоре после строительства собора к северо-востоку от него возвели 49-метровую (21 сажень и 1 аршин без креста, с крестом 22 сажени и 2 аршина) 6-ярусную колокольню. Во втором ярусе, в нишах юго-восточной и северо-западной углов четверика, стояли скульптурные изображения Евангелистов. Многоцветный барочный декор колокольни не уступал собору: под каждым из 8 окон «фонаря» колокольни в квадратном углублении расположены синие, с желтыми и белыми цветами изразцы в форме звездочки, над каждым окном колокольни, во всех её ярусах — белокаменные кокошники.
В 1888—1890 годах в предпоследнем ярусе установили часы работы Петра Ионовича Климова. До революции на колокольне было 10 колоколов, на самом большом была надпись: «В благословенное царствование, Благочестивейшего Самодержавнейшего Государя Императора Александра Павловича и всея России, с благословения Преосвященнейшего Амвросия, Архиепископа Казанского и Симбирского и разных орденов кавалера, перелит сей колокол в царствующем граде, Казани, к соборной церкви святых апостолов Петра и Павла. Весом 189 пуд. 34 фунта. Меди 161 пуд. поступило из прежнего разбитого большого колокола, а остальное добавлено, равно и за переливку заплачено сбором от доброхотных дателей. Лил сей колокол казанский купец Иван Ефимов Астраханцев 1825 года». На колоколе были барельефные иконы: с северной стороны — Сретение Господне; с южной — Казанская икона Божией Матери; с западной св. апостолов Петра и Павла; с восточной — образ Благовещения с предстоящими казанскими святителями: св. Гурием, Германом и коленопреклоненным Варсонофием.
На втором колоколе надпись: «сей колокол отлит в царствующем граде Казани, в заводе, Серея Корнилова, к церкви Петра и Павла, пожертвованием Петра и Николая Молоствовых и усердием прихожан и старанием протоиерея Виктора Петровича Вишневского и старосты церковного, казанского купца Савелия Степановича Зайцева, в 1835 году месяца июня 10 дня 99 пудов».
На третьем колоколе: «приидите людие во Храм Спасения Бога нашего. Лил мастер Петр Никитин Кирюхов. Весу 54 пуд. и 17 фун.».
На четвёртом колоколе весом в 15 пудов и 11 фун. барельефные иконы, к востоку Воздвижение Креста Господня Константином и Еленою, к западу Распятие, к югу казанская икона Божией Матери, к северу Николая чудотворца. Надпись: «вылит сей колокол в Казани, в заводе Ивана Кирюхова». Дореволюционные колокола были разрушены, недавно на колокольне был водружен новый 3-тонный колокол ярославского литья, такой же, какой был до революции.

### Дом Михляева
С западной стороны собора, на территории, принадлежащей швейной фабрике, находится дом купца Михляева XVII века постройки — самый старый памятник гражданской архитектуры в Казани, где в 1722 году останавливался Пётр I. Из дома шёл прямой ход в храм, а с севера дом примыкал к небольшой церкви Косьмы и Дамиана. По завещанию Михляева дом отдавался собору, но из-за ошибки в оформлении документов перешёл к наследникам Михляева — Дрябловым.

## Иконостас
Главное украшение Петропавловского собора — это величественный, современный храму 25-метровый 7-ярусный иконостас. Великолепная барочная золоченая резьба иконостаса была исполнена мастером Гусевым, деревянные золоченые Царские врата выполнены в технике сквозной резьбы. Все иконы написаны на золотом фоне. По словам старосты собора, казанского купца П. В. Унженина, очевидца поновлений иконостаса в 1865—1867 гг., только одна из всех икон в иконостасе сохранилась без поновлений — это храмовая икона свв. Первоверховных апостолов Петра и Павла. На трех иконах в местном ряду были поновлены лики и одеяния, это икона Спасителя в образе Царя и Великого Архиерея, со скипетром и державой, Иерусалимская икона Божией Матери на престоле и икона Успения Божией Матери. Остальные иконы иконостаса, из-за больших утрат вследствие пожаров, переписаны Гагаевым вновь, в 1865—1867 годах

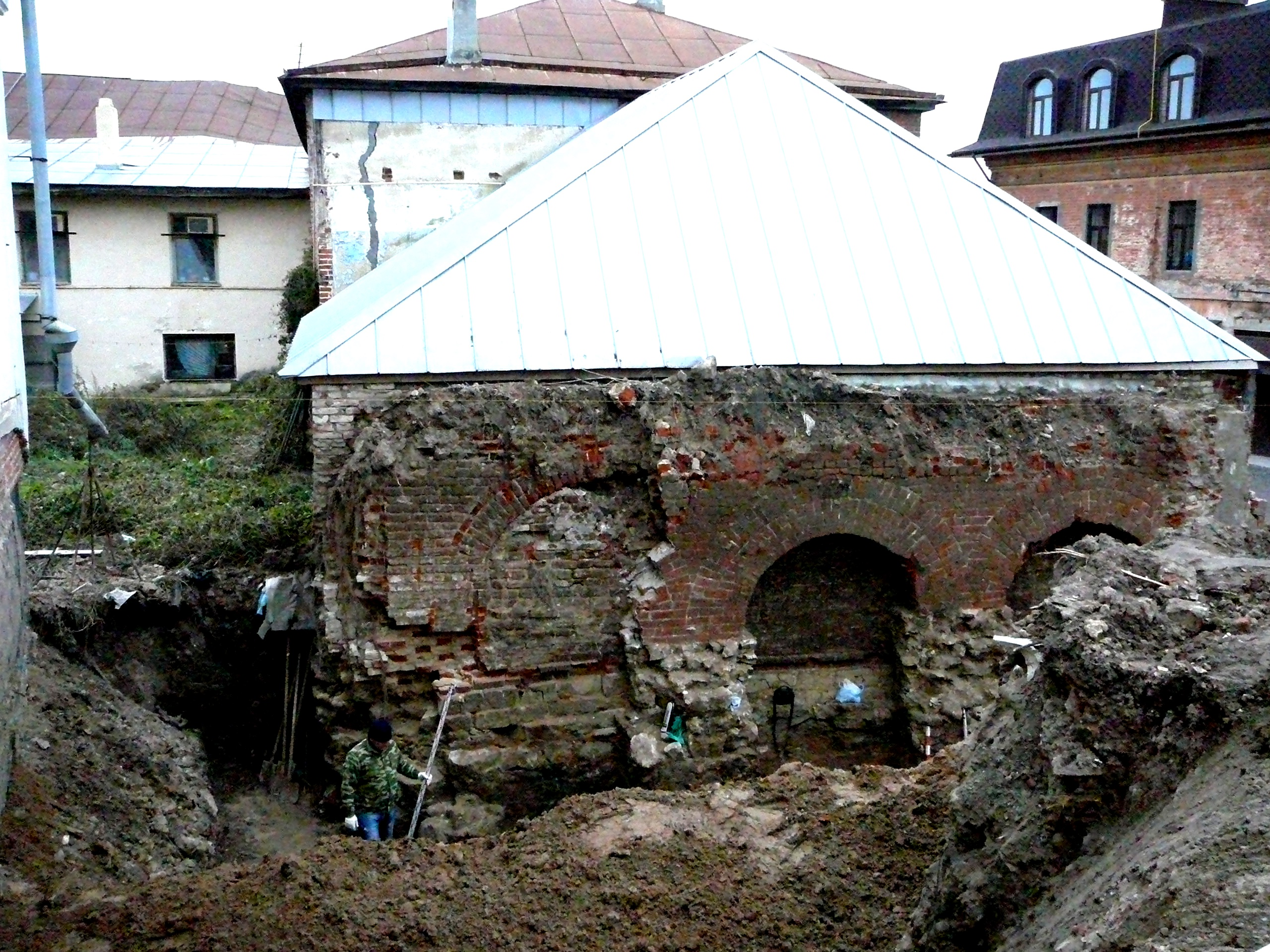
Бывшая церковь Косьмы и Дамиана, располагавшаяся около собора (2013 год)

## Ризница и утварь собора
До революции в ризнице хранилась утварь, пожертвованная ктитором собора Иваном Афанасьевичем Михляевым и другими казанскими благотворителями, из которой можно особо выделить:
- Три напрестольных креста:

1. Серебряный вызолоченный, крест-реликварий 1693 г., украшенный жемчугом и 19 изумрудами.
2. Ещё один «злато сребром и магариты украшенный», как указано в надписи, напрестольный крест-реликварий.
3. На третьем кресте было выгравировано: «Сей честный крест приложен в Сретенскую при казанском Петро-Павловском соборе церковь после пожара, бывшего 3 сентября 1815 года казанского военно-сиротского отделения начальником подполковником Алексеем Андреевичем Копыловым».

- Евангелие (1681), с 5 дробницами. Оклад Евангелия украшен «синим яхонтом» и другими самоцветами. Надпись на евангелии «Честное сие и священнейшее Евангелие построено во святую церковь в Казани святых славных и Первоверховных апостолов Петра и Павла от преиждивения благоговейного и честного господина Иван Афанасьева сына Михляева, в лета Божия 1726-го марта в 25 день».
- Михляев также пожертвовал серебряное кадило, напоминающее формой сам собор, 3 иерейские ризы (3 фелони «травчатой тонкой парчи» с шитыми жемчугом крестами на оплечье и 3 епитрахили) и стихарь, унизанные жемчугом; литургические сосуды, дарохранительницу.
- Лжица с надписью «Peter Michlaeff» — как предполагают — личный подарок Петра I Ивану Афанасьевичу.
- Аналойная икона св. Петра и Павла, вложенная, по преданию, храмоздателем И. А. Михляевым, на полях иконы — изображения преподобных Александра Невского, Иоанна Дамаскина, Александра Свирского и Кирилла Белозерского.
- Собор освещало громадное 5-ярусное паникадило на 40 свеч весом 50 пудов, украшенное позолчеными листьями по всем ярусам, также пожертвованные Михляевым. Вес этого паникадила определился, когда около 1867 г. церковный староста Василий Николаевич Унженин решил позолотить это паникадило — возчики взялись перевезти его в мастерскую тульского купца Льва Алексеева Лялина по условленной цене с каждого пуда от общего веса паникадила. (утрачено, подробнее см. Изъятие церковных ценностей в России в 1922 году).
- Большие серебряные лампады перед иконами в нижнем ряду иконостаса — пожертвование Ивана Дряблова (1761). На каждой лампаде была вырезана печатными буквами надпись: «1761 году месяца генваря 1-го дня эта лампада подана от казанского суконной Фабрики фабриката Ивана Федоровича Дряблова в соборную церковь святых Первоверховных Апостол Петра и Павла».

## Святыни собора
Чтимые иконы
До революции в соборе были чтимые иконы: Образ Божией Матери «Живоносный Источник» в одноимённом приделе и Образ Божией Матери «Споручница грешных».
Икона Божией Матери «Споручница грешных» на обратной стороне имела надписи: белой краской — «Копия с Чудотворного и Мироточивого образа Споручницы грешных, которой в 1848 году в мае месяце отдан подполковником Дмитрием Бонческул, в храм Николая Чудотворца, что в Хамовниках, по случаю великих чудес совершившихся»; чернилами: — «В храм Петра и Павла. В Г. Казань. Приносит в дар Димитрий Николаев Бонческул 1858 года мая 15-го числа» «С: Г: Москва».
В 1860 году для иконы усердием старосты Унженина сделана риза, о чём свидетельствовала надпись: «пожертвовано Казанским купцом Василием Николаичем Унжениным 1860 года, июля 28 числа, ковчег весу 10 ф. 17 золо.».
В алтаре верхнего храма находилась древняя Владимирская икона Божией Матери в серебряном позолоченном окладе, риза и венец Богородицы украшены жемчугом. Надпись на иконе: «1727 году генваря 22 числа, сей стый образ Владимирския Бцы отдал в кладу в Казани в соборную церковь Петра и Павла. Казанской купец Петр Иванов сын Замошников». Судьба этих икон после закрытия храма неизвестна.
В нижнем ряду иконостаса верхнего храма находится почитаемая икона свв. апостолов Петра и Павла, единственная сохранившаяся без поновлений от первоначального иконостаса.
В Петропавловском соборе находятся мощи местночтимых казанских святых, обретенные в 1995 году при раскопках «пещерки» Спасо-Преображенского монастыря в Казанском кремле:
- в верхнем храме — преподобных Ионы и Нектария Казанских (XVI век), отца и сына бояр Застолбских — сподвижников святителя Гурия Казанского;
- в нижнем храме мощи святителя Ефрема[13], митрополита Казанского († 1614), преемника на казанской кафедре сщмч. Ермогена, впоследствии патриарха всея Руси. Святитель Ефрем благословил на ратный подвиг войско К. Минина и князя Д. Пожарского списком с Казанской иконы Божией Матери (сейчас находится в Елоховском соборе Москвы). В 1613 году митрополит Ефрем венчал на царство Михаила Феодоровича Романова.
- В алтаре нижнего Сретенского храма — мощи святителя Епифания архиепископа Иерусалимского.